# Valenzano
Valenzano est une commune d'environ 17 700 habitants, située dans la ville métropolitaine de Bari dans la région des Pouilles, dans l'Italie méridionale.

## Histoire
L'origine de Valenzano est très mal connue et les informations dont on dispose à ce sujet sont incertaines. Ce qui est certain, c'est que le lieu où est située l'actuelle commune de Valenzano a été habité depuis la plus haute Antiquité. Des fouilles archéologiques ont permis de retrouver des tombes remontant au IVe siècle av. J.-C.
Nous ne disposons d'aucune source sûre concernant la fondation de l'actuelle commune. Au XVIIIe siècle, le père Bonaventura Da Lama, dans sa Cronaca de' Minori Osservanti Riformati della provincia di S. Nicolò, chronique publiée à Lecce en 1724, affirme que Valenzano fut fondée aux alentours de l'an 845, époque à laquelle l'actuelle ville métropolitaine de Bari fut envahie par les Sarrasins. Mais aucun document ne permet de confirmer cette affirmation.

## Monuments et patrimoine
- Église Santa Maria di San Luca (XVIIe siècle).

## Administration
| Période                                  | Période  | Identité        | Étiquette     | Qualité |
| ---------------------------------------- | -------- | --------------- | ------------- | ------- |
| 30 mai 2006                              | En cours | Nicola Tangorra | Centro-Destra |         |
| Les données manquantes sont à compléter. |          |                 |               |         |

### Communes limitrophes
Adelfia, Bari, Capurso, Casamassima

## Personnalités nées à Valenzano
- Giovanni Lamorgese (° 1966), sculpteur.